# Kraft General Foods of Moscow 1990
Kraft General Foods of Moscow (рос. Московский турнир «Крафт Дженерал Фудс») — жіночий тенісний турнір, що відбувся на закритих кортах з килимовим покриттям спорткомплексу Олімпійський у Москві (СРСР). Належав до турнірів 5-ї категорії в рамках Kraft General Foods World Tour 1990.
Відбувся вдруге і тривав з 1 до 7 жовтня 1990 року.

## Переможниці

### Одиночний розряд
Лейла Месхі —  Брюховець Олена Вікторівна 6–4, 6–4
- Для Месхі це був 2-й титул за сезон і 3-й — за кар'єру.

### Парний розряд
Гретхен Магерс /  Робін Вайт —  Брюховець Олена Вікторівна /  Манюкова Євгенія Олександрівна 6–2, 6–4
- Для Магерс це був 3-й титул за сезон і 3-й — за кар'єру.